# Roisey
 Roisey  es una población y comuna francesa, situada en la región de Ródano-Alpes, departamento de Loira, en el distrito de Saint-Étienne y cantón de Pélussin.

## Demografía
| 413 | 433 | 453 | 517 | 626 | 698 |
| Para los censos de 1962 a 1999 la población legal corresponde a la población sin duplicidades (Fuente: INSEE [Consultar]) |     |     |     |     |     |